# Jakobsbergs tingsrätt
Jakobsbergs tingsrätt var en tingsrätt i Sverige med kansli i Jakobsberg. Tingsrättens domsaga omfattade Järfälla kommun och Upplands-Bro kommun.  Tingsrätten och dess domsaga ingick i domkretsen för Svea hovrätt. Tingsrätten och dess domsaga uppgick 2000 i Sollentuna tingsrätt och domsaga.

## Administrativ historik
1977 bildades denna tingsrätt i Jakobsberg. Domsagan bildades av delar ur Sollentuna och Färentuna domsaga och bestod 1977 av kommunerna Järfälla och Upplands-Bro.
1 juli 2000 upphörde Jakobsbergs tingsrätt och den och dess domsaga överfördes då till Sollentuna tingsrätt och dess domsaga.

## Lagmän
- 1977-1984: Stig Egersten
- 1984-1990: Harry Tjernberg
- 1990-2000: Nils Widborg